# Ixeris yakuinsularis
Ixeris yakuinsularis là một loài thực vật có hoa trong họ Cúc. Loài này được Yahara mô tả khoa học đầu tiên năm 1987.